# Associação Beneficente Funerária e Religiosa Israelita
A Associação Beneficente Funerária e Religiosa Israelita (ABFRI) foi uma organização para a autoproteção de homens e mulheres de descendência judia que se engajavam em práticas de prostituição na cidade. 

## História
Fundada no Rio de Janeiro, em 10 de outubro de 1906 , no ano de 1916 a Associação inaugura o Cemitério Israelita de Inhaúma,  primeiro cemitério israelita particular da cidade. Anterior a isso, suicidas e prostitutas eram enterrados nas áreas delimitadas para judeus de outros cemitérios pela cidade, mas junto aos muros, deixando evidente a exclusão desses grupos.
Do total de mais de 790 túmulos no local, as mulheres ultrapassam os 80%. Nos três primeiros anos de seu funcionamento, foram enterradas 89 pessoas (correspondendo a 11,16% do total). Já em seu último ano, na década de 70, apenas uma pessoa foi sepultada (0,12%). 
Nos anos 70 as obras do metrô fazem com que a sede da Associação seja demolida, e seu terreno entra em uma disputa judicial. Em 1984 falece Rebecca Freedman, última presidente da Associação.

## Membros
- Amália Schkolnik: sócia benemérita e sócia fundadora.